# Tecnología Farmacéutica
La tecnología farmacéutica es el conjunto de conocimientos asociados a las operaciones unitarias básicas, ciencia de los materiales, analítica y procesos tecnológicos encaminados al diseño, formulación, producción y control de calidad de los medicamentos, en sus diferentes formas farmacéuticas, con el objetivo de garantizar su eficacia, seguridad y estabilidad. También es conocida como desarrollo galénico o farmacia galénica. Este conocimiento técnico-científico incluye métodos, técnicas, equipamiento e instrumentación en la manufactura, formulación, preparación y evaluación, así como, envasado, distribución y almacenamiento.
En un contexto general la tecnología farmacéutica contempla el papel biológico, terapéutico e industrial del medicamento, es decir, que es un concepto más amplio que la farmacotecnia. Hoy en día,  juega un papel fundamental no solo en la mejora de las formas de dosificación ya existentes, sino también en la investigación y desarrollo de nuevas y novedosas formas farmacéuticas.
El desarrollo de la tecnología farmacéutica como disciplina estructurada comenzó en el siglo XIX, con la creación de métodos estandarizados y regulaciones para la formulación de medicamentos. La Revolución Industrial y los avances en química y biología sentaron las bases de la industria farmacéutica moderna, que consolidó su rol en el siglo XX, cuando surgieron empresas especializadas en investigación y producción de medicamentos sintéticos y biotecnológicos. En el siglo XXI, la tecnología farmacéutica integra tecnologías digitales, como la inteligencia artificial y la medicina personalizada, para optimizar el desarrollo y administración de tratamientos más precisos y adaptados a las necesidades individuales.